# The State vs. Radric Davis II: The Caged Bird Sings
The State vs. Radric Davis II: The Caged Bird Sings — десятий студійний альбом американського репера Gucci Mane, виданий 25 грудня 2013 р. Після успіху The State vs. Radric Davis виконавець анонсував, що наступні 2 платівки будуть частинами трилогії. Сиквел, The Appeal: Georgia's Most Wanted, вийшов 28 вересня 2010. Пізніше репер відмовився від ідеї трилогії та третьої платівки The State vs. Radric Davis: The Verdict.
28 листопада 2013 оприлюднили перший трек з платівки, «#Mentionme». На час виходу альбому Gucci перебував за ґратами. 3 грудня йому висунули звинувачення у федеральному суді за двома пунктами у зберіганні зброї злочинцем. За словами федерального прокурора, репер мав два різних заряджених пістолети 12-14 вересня 2013, його могли засудити до 20 років позбавлення волі. 11 грудня опублікували уривки пісень, став відомим треклист.
Виконавчий продюсер: Gucci Mane. Співпродюсери: Шон Пейн, Рональд «Caveman» Розаріо. Звукорежисер, зведення: Шон Пейн. Оформлення: KidEight.com.

## Список пісень
| #   | Назва                                               | Продюсер(и)          | Тривалість |
| --- | --------------------------------------------------- | -------------------- | ---------- |
| 1.  | «Pull Up on Ya»                                     | Metro Boomin         | 2:52       |
| 2.  | «Jackie Chan» (з участю Migos)                      | Zaytoven             | 4:11       |
| 3.  | «#Mentionme»                                        | Mike WiLL Made It    | 3:14       |
| 4.  | «Rude»                                              | Drumma Boy           | 3:43       |
| 5.  | «Birdman»                                           | 808 Mafia            | 3:12       |
| 6.  | «Double»                                            | Honorable C.N.O.T.E. | 3:29       |
| 7.  | «Bad Bitch»                                         | 808 Mafia            | 3:14       |
| 8.  | «Tell Me Nothing» (з участю Young Scooter)          | Shawty Redd          | 3:49       |
| 9.  | «Too Many»                                          | Honorable C.N.O.T.E. | 3:00       |
| 10. | «Wish You Was Me»                                   | 808 Mafia            | 3:10       |
| 11. | «Ice Cold» (з участю Verse Simmonds)                | DJ Plugg             | 5:05       |
| 12. | «Fugitive» (з участю Peewee Longway та Young Dolph) | Nard та B            | 4:52       |
| 13. | «Feets» (з участю Rocko)                            | 808 Mafia            | 3:09       |
| 14. | «Buttnaked»                                         | Zaytoven             | 3:34       |
| 15. | «Any Thing» (з участю Young Thug)                   | 808 Mafia            | 4:10       |
| 16. | «Do It»                                             | Zaytoven             | 3:23       |
| 17. | «Threw with That Shit»                              | Honorable C.N.O.T.E. | 4:21       |

## Чартові позиції
| Чарт (2014)               | Найвища позиція |
| ------------------------- | --------------- |
| US Top R&B/Hip-Hop Albums | 31              |